# Pepi Lederer
Josephine Rose Lederer, más conocida como Pepi Lederer (Chicago, 18 de marzo de 1910 - Los Ángeles, ibídem, 11 de junio de 1935) fue una actriz y escritora, sobrina de la actriz Marion Davies.

## Biografía
Nacida Josephine Rose Lederer en Chicago en 1910, y llamada desde niña "Peppy" por su carácter vivaz, a los 18 años modificó la ortografía del apodo y adoptó legalmente el nombre de Pepi. Su madre, Reine Davies (de soltera, Douras) fue una actriz teatral de la época y hermana de Rosemary Davies y Marion Davies. Su padre, el primer marido de Davies, George Lederer, producía comedias musicales.
Debido al alcoholismo de su madre fue su tía Marion quien la crio a ella y su hermano menor Charlie, más adelante un conocido guionista. Como su tía comenzó una relación con William Randolph Hearst, se mudaron con ella y Lederer pasó gran parte de su juventud en el Castillo Hearst en el sur de California. A menudo se divertía haciendo bromas a los invitados de Hearst.
Aunque Hearst y Davies se tomaron en serio las ambiciones de su hermano y lo alentaron a estudiar una carrera, relegaron las de Pepi de ser actriz y Marion Davies solo consiguió para su sobrina unas cuantas pequeñas apariciones en películas como The Cardboard Lover (El amante de cartón). En diciembre de 1929, se molestaron cuando un conocido les aseguró que ella mantenía una relación sentimental con la actriz afroamericana Nina Mae McKinney y para alejarla de ella, la enviaron a Nueva York, donde vivió sola en un apartamento continuando su estilo de vida hedonista. Allí se hizo amiga de Alma Rubens, y supuestamente, compartieron la adicción de esta a la heroína y la morfina.
Cada vez más inquieta con su carrera estancada y sus sospechas de que sólo la valoraban por el interés en ser incorporados en el lujoso mundo de la familia Hearst, se acabaría trasladando a Londres.

## Vida personal
Aún en Nueva York, a finales de marzo de 1930 Lederer descubrió que estaba embarazada. Más tarde se descubriría que la víspera de Año Nuevo de 1929 había sido violada estando borracha por un conocido masculino cuando la llevaba de regreso a casa de una fiesta. Aconsejada por su tía, se sometió a un aborto, pero debido a complicaciones tras la operación clandestina su salud se deterioró seriamente. Fue una buena amiga de la actriz Louise Brooks, y Brooks habló de ella a menudo, años más tarde. A pesar de que se la consideraba una persona cautivadora, Lederer tenía problemas con la comida, el alcohol y la cocaína. Lederer dijo abiertamente que era lesbiana y que había tenido relaciones dentro del mundillo holliwoodiense (véase, El círculo de costura). No se sabe a ciencia cierta si entre ella y su amiga Louise Brooks hubo una relación sentimental. Lederer también era buena amiga de Tallulah Bankhead.
Tras recuperarse del aborto, viajó a Europa con su tía y Hearst, y allí en Londres convenció al magnate periodístico para que la dejara escribir en una de sus revistas, The Connoisseur. Lederer disfrutaba con su nuevo trabajo, mientras recibía una generosa asignación económica de Davies y Hearst. Dijo a su amiga Louise Brooks que era feliz viviendo en Londres, y que por primera vez "se sentía ella misma".
A principios de abril de 1935, Lederer regresó a Estados Unidos con su nueva novia, Monica Morris, a la que había conocido en Londres. La pareja se alojó en Nueva York en la suite de la Torre Ritz propiedad de Hearst, y tras unas semanas, se fueron a Los Ángeles, a la mansión de Marion Davies en Beverly Hills. Davies y Hearst, extrañamente, permanecieron en el Castillo Hearst en San Simeón, sin contactar con ella ni invitarla a ningún evento.
Fuera por su empeoramiento en su adicción a las drogas o su flagrante relación romántica con Monica, un comportamiento tolerado en los derrochadores y "locos" años 20, pero ahora inaceptable en los tiempos más austeros y conservadores llegados con la Gran Depresión, a finales de mayo de 1935 sus protectores hicieron que Lederer fuera ingresada por la fuerza en un hospital psiquiátrico para recibir tratamiento. Poco después, saltó por la ventana de su habitación en el sexto piso, muriendo instantáneamente a la edad de 25 años. Fue enterrada en el Hollywood Forever Cemetery de Los Ángeles.